# متنزه هيميس الوطني
متنزه هيميس الوطني هو متنزه وطني يقع في ولاية لداخ،الهند.يشتهر المتنزه عالمياً بنمور الثلوج حيث يعتقد بأن المتنزه يحتوي على أعلى كثافة لنمور الثلوج في إي منطقة محمية في العالم.